# Love Will Be Reborn
Love Will Be Reborn è il quinto album in studio della cantautrice canadese-statunitense Martha Wainwright, pubblicato nel 2021.

## Tracce
1. Middle of the Lake – 3:36
2. Getting Older – 4:14
3. Love Will Be Reborn – 4:20
4. Being Right – 4:36
5. Report Card – 6:06
6. Body and Soul – 5:16
7. Hole in My Heart – 3:44
8. Justice – 4:39
9. Sometimes – 4:10
10. Rainbow – 4:42
11. Falaise de Malaise – 3:24